# Нитрит рубидия
Нитрит рубидия — соль щелочного металла рубидия и азотистой кислоты 
с формулой RbNO2,
бесцветные кристаллы,
хорошо растворяется в воде.

## Получение
- Обменная реакция нитрита бария и сульфата рубидия:

{\displaystyle {\mathsf {Rb_{2}SO_{4}+Ba(NO_{2})_{2}\ {\xrightarrow {\ }}\ 2RbNO_{2}+BaSO_{4}\downarrow }}}

## Физические свойства
Нитрит рубидия образует бесцветные кристаллы.
Хорошо растворяется в воде,
малорастворим в этаноле и не растворяется в ацетоне.